# Geometría finita
Una geometría finita es un sistema geométrico que tiene únicamente un número finito de puntos. Por ejemplo, la geometría euclidiana no es finita, ya que la recta de Euclides contiene infinitos puntos, de hecho posee tantos puntos como números reales. Una geometría finita puede tener cualquier número finito de dimensiones.
Las geometrías finitas pueden ser construidas mediante el álgebra lineal, como espacios vectoriales sobre un cuerpo finito, llamadas geometrías de Galois, o pueden ser definidas puramente por combinatoria. Varias de las geometrías finitas, pero no todas, son geometrías de Galois. Por ejemplo, todo espacio proyectivo finito de tres o más dimensiones es isomorfo a un espacio proyectivo sobre un cuerpo finito (la proyección de un espacio vectorial sobre un cuerpo finito), entonces, en este caso no hay distinción, pero en la dimensión dos existen planos proyectivos definidos combinatoriamente que no son isomorfos al espacio proyectivo sobre el cuerpo finito -los planos no desarguesianos- por lo tanto en este caso existe una distinción. 

## Plano finito
Las siguientes observaciones aplican solamente a planos finitos. Hay dos tipos de geometrías de planos finitos: afín y proyectivo. En un geometría afín, aplica el sentido común de rectas paralelas. En un plano proyectivo, en contraste, todo par de rectas se intersecan en un punto único, y por lo tanto no existen rectas paralelas. Ambos tipos de geometrías de finitos planos, afín y proyectivo, pueden ser descritas por axiomas bastante simples.

### Afín
Una geometría plana afín es un conjunto no vacío {\displaystyle X} (cuyos elementos son llamados "puntos"), junto con una colección no vacía {\displaystyle L} de subconjuntos de {\displaystyle X} (cuyos elementos son llamados "rectas"), tal que: 
1. Dados dos puntos distintos cualesquiera, existe una única recta que los contiene.
2. El postulado de las paralelas: Dada una recta {\displaystyle \ell } y un punto {\displaystyle p} no perteneciente a {\displaystyle \ell } , existe exactamente una recta {\displaystyle \ell '} que contiene a {\displaystyle p}, tal que {\displaystyle \ell \cap \ell '=\varnothing .}
3. Existe un conjunto de cuatro puntos, de los cuales tres no pertenecen a una misma recta.

El último axioma asegura que la geometría no sea trivial (vacía o demasiado simple para ser interesante, tal como una única recta con un número arbitrario de puntos pertenecientes a ella), mientras los dos primeros especifican la naturaleza de la geometría.
El plano afín más simple contiene solo cuatro puntos, llamado «plano afín de orden dos». Ya que no existen tres puntos colineales entre sí, cualquier par de puntos determina una recta única, y por tanto el plano contiene seis rectas. Corresponde a un tetraedro donde los bordes no secantes son considerados «paralelos», o un cuadrado donde no solo los lados opuestos son considerados paralelos, sino también las diagonales. De manera más general, un plano afín finito de orden {\displaystyle n} tiene {\displaystyle n^{2}} puntos y {\displaystyle n^{2}+n} rectas,a su vez, cada recta contiene {\displaystyle n} puntos, y cada punto pertenece a {\displaystyle n+1} rectas.

### Proyectivo
Una geometría de planos proyectivos es un conjunto {\displaystyle X} no vacío (cuyos elementos son llamados «puntos»), junto a una colección {\displaystyle L} no vacía de subconjuntos de {\displaystyle X} (cuyos elementos son llamados «rectas»), tal que:
1. Dados dos puntos distintos, existe una única recta que contiene a ambos puntos.
2. La intersección de dos rectas distintas cualesquiera contiene un único punto.
3. Existe un conjunto de cuatro puntos, sin haber tres puntos que pertenezcan a la misma recta.

Un examen de los dos primeros axiomas muestra que son casi idénticos, excepto que los puntos y las rectas se han intercambiado. Esto sugiere el principio de dualidad para geometrías de planos proyectivos, lo que significa que cualquier afirmación verdadera en todas esas geometrías permanece verdadero si cambiamos puntos por rectas y rectas por puntos.
La geometría más pequeña que satisface los tres axiomas contiene siete puntos y hay también siete rectas, además cada punto está en tres rectas, y cada recta contiene tres puntos. Este particular plano proyectivo es llamado a veces el plano de Fano. Si cualquiera de las rectas es removida del plano, junto con los puntos de dicha recta, el resultado geométrico es el plano afín de orden dos. El plano de Fano es llamado el «plano proyectivo de orden dos» debido a que es único (salvo isomorfismo). En general, el plano proyectivo de orden {\displaystyle n} tiene {\displaystyle n^{2}+n+1} puntos, al igual que el número de rectas.
Una permutación de los siete puntos del plano de Fano que lleve puntos colineales (puntos de una misma recta) a puntos colineales es llamada una colinealidad del plano. El grupo colineal completo es de orden 168 y es isomorfo al grupo PSL(2,7) ≈  PSL(3,2), el cual en este caso específico es también isomorfo al grupo linear general GL(3,2) ≈ PGL(3,2).

### Orden
Un plano finito de orden {\displaystyle n} es aquel en el cual cada recta tiene {\displaystyle n} puntos (para un plano afín), aquel que cada recta tiene {\displaystyle n+1} puntos (para un plano proyectivo). Una mayor pregunta abierta en una geometría finita es:
¿Es el orden de un plano finito siempre una potencia prima?
Esta conjetura puede ser cierta, sin embargo no ha sido demostrada.
Los planos afines y proyectivos de orden {\displaystyle n} existen siempre que {\displaystyle n} sea una potencia prima (un número primo elevado a un exponente entero positivo), mediante el uso de planos afines y proyectivos sobre el cuerpo finito con {\displaystyle n=p^{k}} elementos. También existen planos que no derivan de cuerpos finitos, sin embargo los órdenes de todos los ejemplos mostrados son una potencia prima.
La respuesta más general a la fecha, es el teorema de Bruck–Ryser de 1949, el cual afirma:
Si {\displaystyle n} es un entero positivo de la forma {\displaystyle 4k+1} o {\displaystyle 4k+2} y {\displaystyle n} no es igual a la suma de los cuadrados de dos enteros, entonces {\displaystyle n} no puede ser el orden de un plano finito.
El entero más pequeño que no es ni una potencia prima, ni es cubierto por el teorema de Bruck–Ryser, es 10, ya que 10 es de la forma {\displaystyle 4k+2} y es igual a la suma de los cuadrados {\displaystyle 1^{2}} y {\displaystyle 3^{2}}. La no existencia de un plano finito de orden 10 fue probada en una demostración asistida por computadora que terminó en 1989 (véase (Lam, 1991) para más detalles).
El siguiente número más pequeño a considerar es 12, cuyo resultado no ha sido demostrado ser falso o verdadero.

## Espacios finitos de 3 o más dimensiones
Para algunas importantes diferencias entre la geometría de planos finitos y la geometría de espacios de mayores dimensiones, véase el espacio proyectivo axiomático. Para una discusión general de espacios finitos pluridimensionales, véase, por ejemplo, las obras de J.W.P. Hirschfeld.

### Espacio finito tridimensional
A cada cuerpo K se le asocia un espacio proyectivo (tridimensional) cuyos puntos, rectas y planos pueden ser identificados con el primer, segundo y tercer subespacio de un vector tetradimensional sobre el cuerpo K. Hay un conjunto de axiomas para espacios proyectivos. El espacio proyectivo más pequeño sobre el cuerpo  Z/Z2 tiene 15 puntos. 35 rectas y 15 planos. Cada uno de los 15 planos contiene 7 puntos y 7 rectas. Como las geometrías, son isomorfos al plano de Fano. Cada punto pertenece a 7 rectas y cada recta contiene tres puntos. Además, dos puntos diferentes pertenecen a exactamente una recta y dos planos, los cuales se intersecan en una única recta. En 1892, Gino Fano fue el primero en considerarlo como una geometría finita: una geometría tridimensional conteniendo 15 puntos, 35 rectas y 15 planos, cada plano conteniendo 7 puntos y 7 rectas. 
En la geometría proyectiva sintética los elementos no definidos son tomados como puntos y rectas. Un plano y un espacio tridimensional pueden ser definidos usando los postulados de incidencia y existencia.

#### Postulados de incidencia
1. Si A y B son puntos distintos, hay al menos una recta que pasa por A y B.
2. Si A y B son puntos distintos, no hay más que una recta que pasa por A y B.
3. Si A, B y C son puntos no colineales, y D y E son puntos distintos, tal que B, C y D pertenecen a una misma recta y C, A y E pertenecen a una recta, existe un punto F tal que A, B y F pertenecen a una recta y también D, E y F pertenecen a una recta.Figura 4.
4. Existe al menos una recta.

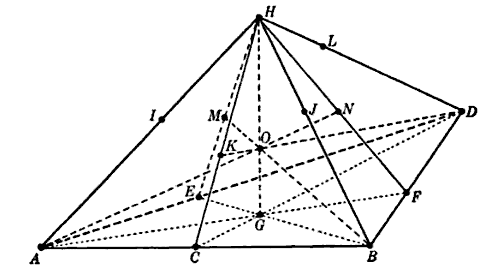
Figura 4.

5. Hay al menos tres puntos distintos en cada recta.
6. No todos los puntos están en la misma recta.
7. No todos los puntos están en el mismo plano.
8. Si E3 es un espacio tridimensional, cada punto pertenece a S3.

En particular, los postulados del 1 al 8 son satisfechos por puntos, rectas y planos del espacio tridimensional, cuyos puntos están indicados en la figura 4. Este espacio tridimensional contiene exactamente 15 puntos. Hay también muchos espacios tridimensional proyectivos finitos muy diferentes entre sí, definidos por estos postulados.

### Espacios finitos dendimensiones
En general, para cualquier entero positivo n, una geometría de n espacios es llamada «geometría de n dimensiones». Una geometría proyectiva tetradimensional puede ser obtenida reemplazando el postulado 8 por el siguiente:
No todos los puntos están en el mismo espacio tridimensional.
y agregando un postulado de clausura:
Si E4 es un espacio tetradimensional, cada punto pertenece a S4.
En general, una geometría proyectiva n-dimensional (n= 4,5, …) puede ser obtenida reemplazando el postulado 8 por lo siguiente:
(i) No todos los puntos están en el mismo E3, E4, …, En-1
(ii) Si En es un espacio n-dimensional, cada punto pertenece a En
El estudio de estos espacios pluridimensional ( n > 3) tiene muchas aplicaciones importantes en las teorías de matemática avanzada.

### El problema de las colegialas de Kirkman
Estos espacios tridimensionales pueden ser modelados por el Problema de las colegialas de Kirkman, el cual señala:
Quince niñas escolares caminan cada día en cinco grupos de tres. Organice el viaje de las niñas por una semana de modo que, en ese tiempo, no haya habido dos niñas que caminaran en el mismo grupo más de una vez.
Hay 35 combinaciones diferentes para que las niñas caminen juntas. También hay 7 días de la semana, y 3 niñas en cada grupo. El diagrama de este problema provee una representación visual del espacio de Fano. Diagramas de este problema pueden ser encontrados aquí:
Cada color representa el día de la semana (siete colores, azul, verde, amarillo, púrpura, rojo, negro y naranja). La definición de un espacio de Fano afirma que cada recta posee tres puntos. La figura representa esto con rectas de tres puntos cada una. Esto es la base para la solución de las escolares. Esta figura es por tanto rotada 7 veces. Hay 5 rectas diferentes para cada día, multiplicado por 7 (días), el resultado es 35. Luego, hay 15 puntos y también 7 rectas que nacen en cada punto. Entonces, esto da la representación del espacio de Fano.